# Wer da gläubet und getauft wird, BWV 37

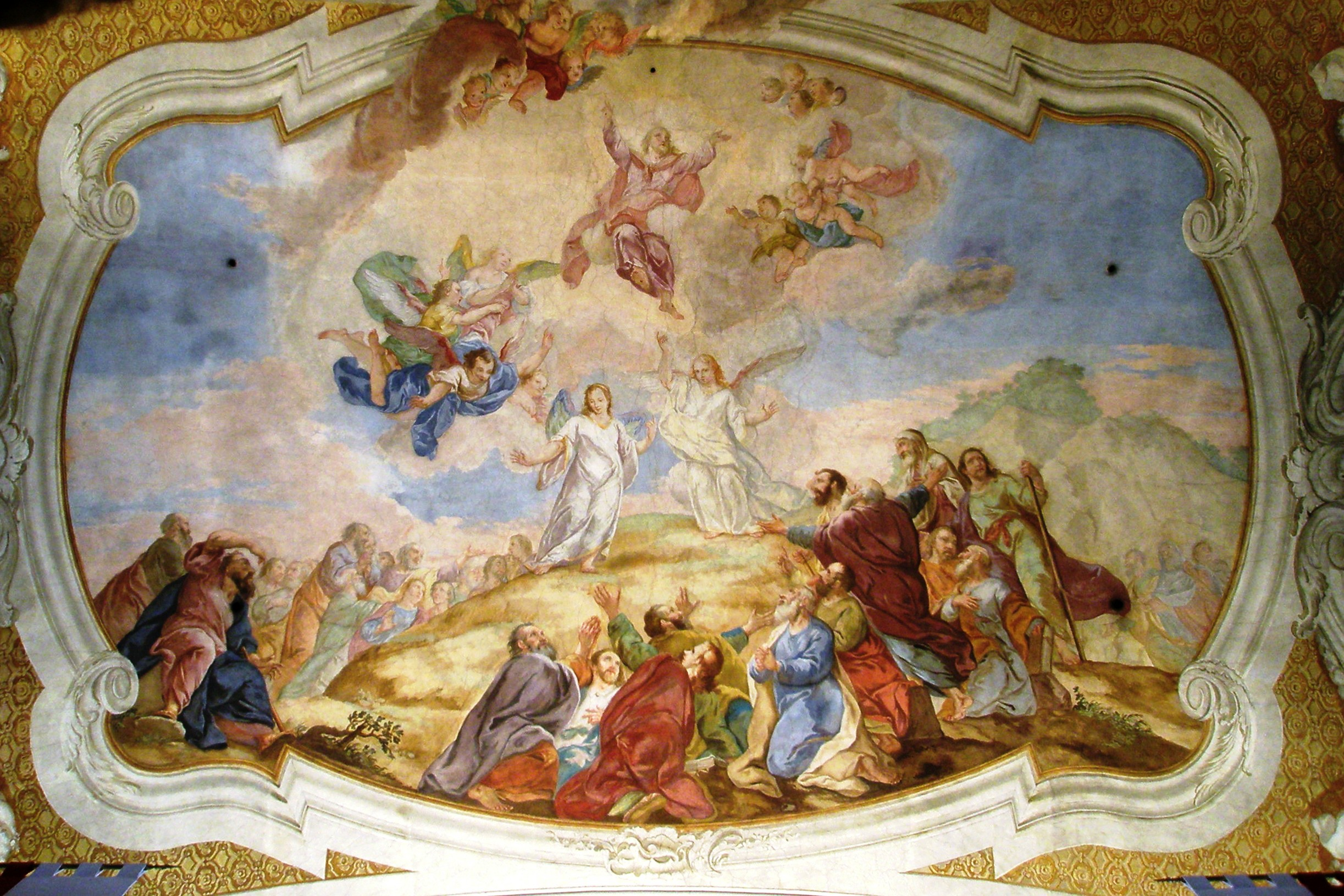
Ascensión, evento celebrado en esta cantata. Iglesia de la Santa Cruz en Jelenia Góra.

Wer da gläubet und getauft wird, BWV 37 (Aquel que crea y sea bautizado) es una cantata de iglesia escrita por Johann Sebastian Bach en Leipzig para la festividad de la Ascensión y estrenada el 18 de mayo de 1724.
Esta fue la primera composición de Bach de una cantata para la fiesta de la Ascensión. Sorprendentemente para una gran festividad como esta, está modestamente orquestada; sólo dos oboes d'amore se añaden al sonido de la cuerda y bajo continuo habituales, acompañando a las cuatro voces. Un poeta anónimo derivó reflexiones del evangelio establecido para ese día, incluso citando un versículo, pero excluyó la Ascensión en sí y se concentró en la idea luterana de la justificación por la fe solamente. El poeta estructuró los seis movimientos de la cantata en dos partes, cada una finalizada por un coral.

## Historia
Bach compuso esta obra durante su primer año como Thomaskantor en Leipzig para la festividad de la Ascensión. Forma parte de su primer ciclo anual de cantatas. La cantata fue interpretada por primera vez el 18 de mayo de 1724 y de nuevo el 3 de mayo de 1731. Esta fue la primera composición de Bach para la festividad de la Ascensión.

## Análisis

### Texto
Las lecturas establecidas para ese día eran de los Hechos de los Apóstoles, el prólogo y la Ascensión de Jesús (Hechos 1:1-11), y del evangelio según San Marcos, Jesús pidiendo a sus discípulos que prediquen y bauticen así como su Ascensión (Marcos 16:14-20).
Un poeta desconocido empezó con la cita del versículo 16 del evangelio. Werner Neumann sugiere que Christian Weiss pudo ser este anónimo poeta. Klaus Hofmann indica que el patrón del texto es el mismo que en las cantatas Wo gehest du hin?, BWV 166 y Wahrlich, wahrlich, ich sage euch, BWV 86, que habían sido interpretadas los dos domingos previos. Mientras el evangelio contiene tanto las peticiones de predicar y bautizar como la ascensión, el texto de la cantata omite la ascensión y se centra en la justificación del cristiano bautizado por la fe. La cantata es breve, pero no obstante en dos partes, cada una cerrada por un coral, la quinta estrofa del himno "Wie schön leuchtet der Morgenstern" escrito por Philipp Nicolai en 1599 como movimiento 3 y para el coral final la cuarta estrofa del himno "Ich dank dir, lieber Herre" escrito por Johann Kolrose hacia 1535. La parte 1, que abarca del movimiento 1 al 3, refleja el amor de Jesús. El coral expresa el agradecimiento por este amor. La parte 2, que incluye los movimientos del 4 al 6, argumenta como un sermón, reminiscencia de las enseñanzas de Pablo en Romanos 3:28, que las buenas obras por sí solas no son suficientes para una vida bendecida si no se basan en la fe. El coral de cierre es otra canción de agradecimiento.

### Instrumentación
La obra está modestamente escrita para cuatro solistas vocales (soprano, alto, tenor y bajo) y un coro a cuatro voces; dos oboes d'amore, dos violines, viola y bajo continuo.
Las cantatas de Bach para esta misma ocasión en años posteriores, Auf Christi Himmelfahrt allein, BWV 128 y Gott fähret auf mit Jauchzen, BWV 43, así como su Oratorio de la Ascensión emplean una orquesta más festiva que incorpora trompas o trompetas.

### Estructura
Consta de seis movimientos, organizados en dos partes destinadas a ser interpretadas antes y después del sermón.
Parte 1
1. Coro: Wer da gläubet und getauft wird
2. Aria (tenor): Der Glaube ist das Pfand der Liebe
3. Coral (soprano, alto): Herr Gott Vater, mein starker Held

Parte 2
1. Recitativo (bajo): Ihr Sterblichen, verlanget ihr
2. Aria (bajo): Der Glaube schafft der Seele Flügel
3. Coral: Den Glauben mir verleihe

Aunque el texto para el primer movimiento es una cita de Jesús, no se encarga de cantarla el bajo como la vox Christi sino al coro. John Eliot Gardiner señala que Bach lo trata como una "declaración de los fieles, como para demostrar que ya habían asimilado su mensaje de "id por todo el mundo y predicad el evangelio a toda criatura". El movimiento comienza con una extensa sinfonía instrumental que introduce tres líneas melódicas que discurren simultáneamente. El primer motivo es interpretado por los oboes y después por el coro. Siguiendo a Gardiner, esto sugiere "la firmeza de la fe". El segundo motivo en los violines es una reminiscencia del himno de Lutero "Dies sind die heiligen zehn Gebot (Estos son los sagrados Diez Mandamientos), que abría otras dos cantatas. Gardiner lo describe como "emoliente y agraciado, una casa a medio camino entre un minueto y un vals, afirmando un aspecto más sereno a la fe."  El tercer motivo es parte del himno "Wie schön leuchtet der Morgenstern" y aparece en el continuo. En dos secciones vocales las voces están incrustadas en una repetición de la sinfonía.
El movimiento 2 es un aria con una parte para violín solista perdida, como indica el Neue Bach-Ausgabe. En el movimiento 3, el coral aparece en la forma de concierto coral, una forma italianizante que Johann Hermann Schein había utilizado un siglo antes. La melodía del coral se cambia conforme al significado de las palabras, únicamente el continuo acompaña a dos voces. El siguiente recitativo va acompañado por la cuerda. Aparecen también en la última aria, en la cual un oboe viene y va, con interesantes efectos. El coral de cierre es un arreglo a cuatro voces.

## Discografía selecta
De esta pieza se han realizado una serie de grabaciones entre las que destacan las siguientes.
- 1965 – J.S. Bach: Cantatas BWV 37, 76. Wilhelm Ehmann, Westfälische Kantorei, Deutsche Bachsolisten, Nelly van der Spek, Frauke Haasemann, Johannes Hoefflin, Wilhelm Pommerien (Cantate)
- 1972 – J.S. Bach: Das Kantatenwork Vol. 2. Hans Grischkat, Schwäbischer Singkreis Stuttgart, Bach-Orchester Stuttgart, Csilla Zentai, Elisabeth Wacker, Kurt Huber, Michael Schopper (FSM Candide)
- 1974 – J.S. Bach: Das Kantatenwerk Vol. 3. Nikolaus Harnoncourt, Wiener Sängerknaben, Chorus Viennensis, solista del Wiener Sängerknaben, Chorus Viennensis, Paul Esswood, Kurt Equiluz, Ruud van der Meer (Teldec)
- 1996 – J.S. Bach: Ascension Cantatas. John Eliot Gardiner, Nancy Argenta, Monteverdi Choir, English Baroque Soloists, Michael Chance, Anthony Rolfe Johnson, Stephen Varcoe (Archiv Produktion)
- 1998 – J.S. Bach: Complete Cantatas Vol. 9. Ton Koopman, Amsterdam Baroque Orchestra & Choir, Sibylla Rubens, Bernhard Landauer, Christoph Prégardien, Klaus Mertens (Antoine Marchand)
- 1999 – Bach Edition Vol. 4: Cantatas Vol. 1. Pieter Jan Leusink, Holland Boys Choir, Netherlands Bach Collegium, Ruth Holton, Sytse Buwalda, Knut Schoch, Bas Ramselaar (Brilliant Classics)
- 2001 – J.S. Bach: Cantatas Vol. 19. Masaaki Suzuki, Bach Collegium Japan, Yukari Nonoshita, Robin Blaze, Makoto Sakurada, Stephan MacLeod (BIS)